# Římskokatolická farnost Keblov
Římskokatolická farnost Keblov je jedno z devíti územních společenství římských katolíků ve vlašimském vikariátu s farním kostelem Nanebevzetí Panny Marie. Rozkládá se v jihovýchodní části okresu Benešov, s přesahy do okresu Kutná Hora (Čejtice a Vlastějovice) a severní části okresu Pelhřimov (Ježov a Píšť).

## Osoby ve farnosti
- P. Maximilián Roman Rylko O.Praem., administrátor in materialibus
- P. PhDr. Jindřich Zdeněk Charouz, Th.D., O.Praem., administrátor in spiritualibus

## Dějiny farnosti
K roku 1350 je v Keblově zmiňovaná plebánie, v roce 1378, kdy kostel náležel k štěpánovskému děkanátu, byl v Keblově farář a dva oltářníci, faráři byly ke kostelu dosazováni pražským arcibiskupstvím. Od husitských bouří do roku 1624 zde sloužili faráři podobojí, z nichž je jménem znám kněz Václav Rosa. Po roce 1624 byl Keblov postupně filiálkou štěpánovské farnosti, dolnokralovické a křivsoudovské. V roce 1787 byla v Keblově obnovená lokálie, povýšená v roce 1858 na farnost. Matriční knihy vedené od roku 1678 se zachovaly na faře v Křivsoudově.
Do 31. května 1993 byla keblovská farnost součástí královéhradecké diecéze, 1. ledna 2008 k ní byly připojeny do té doby samostatné farnosti Dolní Kralovice a Snět.

## Kostely farnosti
| Kostel                               | Obrázek | Místo           | Bohoslužba             | Bohoslužba             | Poznámka        |
| ------------------------------------ | ------- | --------------- | ---------------------- | ---------------------- | --------------- |
| sakrální síň                         |         | Bernartice      | středa                 | 17.00 (19.00)          | u hřbitova      |
| Kostel svatého Jiljí                 |         | Všebořice       | sobota                 | 16.00 (18.00)          | filiální kostel |
| Kostel svatého Petra a Pavla         |         | Borovsko        | neslouží se pravidelně | neslouží se pravidelně | filiální kostel |
| Kaple Narození svatého Jana Křtitele |         | Dolní Kralovice | neděle úterý           | 09.15 17.00 (19.00)    | kaple           |
| Kostel Nanebevzetí Panny Marie       |         | Keblov          | neděle                 | 11.00                  | farní kostel    |
| Kostel svatého Petra a Pavla         |         | Snět            | neděle čtvrtek pátek   | 08.00 16.30 17.00      | filiální kostel |
| Kostel svaté Lucie                   |         | Ježov           | neděle                 | 09.15                  | filiální kostel |
| Kaple (Panny Marie)                  |         | Tomice          | neslouží se pravidelně | neslouží se pravidelně | obecní kaple    |